# بوسيدا مقرن
بوسيدا مقرن (الاسم العلمي:Bucida buceras) هو نوع من النباتات يتبع جنس البوسيدا من الفصيلة القمبريطية.